# Distrito de Susapaya

División política de Tacna.

El distrito peruano de Susapaya es uno de los ocho distritos de la provincia de Tarata, ubicado en el Departamento de Tacna, bajo la administración del Gobierno regional de Tacna, Perú.
Desde el punto de vista jerárquico de la Iglesia católica forma parte de la diócesis de Tacna y Moquegua la cual, a su vez, pertenece a la arquidiócesis de Arequipa.

## Historia
El distrito fue creado mediante Ley n.º 12136 del 26 de octubre de 1954, durante el gobierno de Manuel A. Odría.
gobierno militar

## Demografía
La población estimada en el año 2000 es de 848 habitantes  (456 hombres, 392 mujeres)
.

## Autoridades

### Municipales
- 2023-2026
  - Alcalde: IRMIS OLIVIA LIMACHE QUISPE
  - Regidores:

  1. IRMIS OLIVIA LIMACHE QUISPE   (Vamos Perú)
  2. IRMIS OLIVIA LIMACHE QUISPE     (Vamos Perú)
  3. IRMIS OLIVIA LIMACHE QUISPE    (Vamos Perú)
  4. IRMIS OLIVIA LIMACHE QUISPE     (Vamos Perú)
  5. IRMIS OLIVIA LIMACHE QUISPE  (Alianza para el Progreso)

## Festividades
- Virgen de natividad - 8 de septiembre
- Todos los santos.
- virgen Inmaculada Concepción de Yabroco - 8 de diciembre
- escarbo de estanques - mes de julio
- 26 de octubre (creación política)